# Mithridates al II-lea
Mithridates al II-lea cel Mare  a fost un rege al imperiului parților în perioada 123 - 88 î.Hr.. Numele lui invocă protecția zeului Mithra. El a adoptat titlul Epiphanes (adică Manifestare Divină) și a introdus noi modele de monede extinse cu chipul său. 
| Mithridates al II-lea Dinastia ArsaciadăNaștere: Necunoscut Deces: 88 î.Hr. |                                       |                      |
| Predecesor: Artabanus I                                                     | Mare Rege (Șah) al parților 123–88 BC | Succesor: Gotarzes I |